# Atlético Celaya
Atlético Celaya was een Mexicaanse voetbalclub uit Celaya. De thuishaven van de club was het Estadio Miguel Alemán Valdés.

## Geschiedenis
Atlético Celaya ontstond in 1994 uit een fusie van Atlético Cuernavaca en Escuadra Celeste de Celaya – later ging ook Atlético Español op in de fusieclub. Alle fuserende clubs brachten een stukje van hun oude identiteit in de nieuwe club: van Atlético Cuernavaca werd de naam overgenomen, van Celeste de Celaya de clubkleuren (lichtblauw) en van Atlético Español de mascotte (een stier).
Amper één jaar nadat het de plek van de voormalige tweedeklassers Atlético Cuernavaca en Escuadra Celeste de Celaya had overgenomen in de Liga de Ascenso, promoveerde de club al naar de Primera División. Het eerste seizoen in de Primera División werd meteen ook het meest succesvolle seizoen ooit in de clubgeschiedenis: de club eindigde eerste in zijn groep en kon zich in de play-offs een weg banen naar de finale, waar het op uitdoelpunten verloor van Necaxa.
Atlético Celaya slaagde er echter niet in om dat knappe debuutseizoen navolging te geven. De club kreeg later financiële problemen, wat uiteindelijk leidde tot de verkoop van zijn licentie voor de Primera División aan
Maar vanaf nu bevindt de club zich eerder in de lagere regionen van de tafel. Ze hadden ook financiële problemen die in de winter van 2002/03 uiteindelijk leidden tot de verkoop van hun eerste divisie-licentie aan Colibríes de Morelos. Niet lang na het verdwijnen van Atlético Celaya maakte stadsgenoot Celaya FC een wederopstart.

## Bekende (ex-)spelers
- Emilio Butragueño
- Julio César de León
- Iván Hurtado
- Rafael Martín Vázquez
- Míchel
- Hugo Sánchez